# Smash Hit Combo
Smash Hit Combo je francouzská skupina, která je jedním z hlavních představitelů evropského rapcoru. Styl kapely je velmi specifický, mixuje dohromady hned několik metalových podžánrů. Hudba skupiny tvoří zhruba přechod rapu, hip-hopu a death metalu. V rámci kapel se stylově pohybuje někde mezi Limp Bizkit a Slipknot.

## Biografie
Vznik kapely se váže k alsaskému městu Cernay, které bylo zvoleno jako centrální bod okolních měst, ze kterých jednotliví členové pocházejí. Kapela vznikla v roce 2005 a je charakteristická členy pocházejícími z různých hudebních prostředí. Texty skupiny odsuzují "Virtuální generaci". Ještě v roce 2005 objevuje kapelu široká francouzská veřejnost, netrvá dlouho a kapela expanduje do okolních států. Po dvou letech odchází basák Jonatan a přichází Matt. V České republice se dostává Smash Hit Combo (SHC) do povědomí díky festivalu Fajtfest v roce 2010 a následné Czech minitour. V témže roce dobývají střední Evropu a Rusko. Další změnu zaznamenává kapela na přelomu roku 2010 / 2011, kdy odchází zpěvák Nico a přichází hned dva zpěváci Sammy a Steve. Tvorba SHC se pohybuje napomezí deathcore, hardcore a rapcore, sama kapela se definuje jako brutal rapcore. .
V srpnu 2005 vydali demo Next Level které rychle zaujalo fanoušky žánru. Za necelé dva roky, vydávají album Hardcore Gamer, které sklidilo nebývalý úspěch. Smash Hit Combo jsou vybrání webzinem French-metal.com mezi 40 nejlepších metalových kapel a song Liberty City se objevuje na komilačním CD Best of French Metal (2006). Skupina se těší rostoucí oblibě, dostává se opakovaně na kompilace French-metal magazínu (2007,2008, 2009) a objevuje se na významných zahraničních webzinech (Blabbermouth.net, Krashcity) a magazínech (Rock One, Guitar Part). V roce 2009 vydávají SHC album Nolife, které produkoval Stéphane Buriez (Mnemic) a Christophe Edrich (Spirit of the Clan, Black Bomb A, X-Vision). Album se setkalo s úspěchem u kritiků a SHC vyráží na mezinárodní tour s názvem Nolife Tour (Belgie, Německo, Polsko, Česká republika, Rusko). Posledním albem je Loading (2010), jež produkuje opět Christophe Edrich. Rovněž i Loading hodnotí hudební kritici velice pozitivně. Kapely si všímá německé Wolfhound rádio a song Hostile se dostává na jejich kompilaci (předpokládaná produkce CD - zima 2011) .

## Původní členové
- Paul "HP" (zpěv)
- Nicolas "Nico" Dzieciuchowicz (zpěv)
- Brice "James" Hincker (bicí)
- Matthieu Willer (bass)
- Baptiste "Bat" Ory (kytara)
- Anthony "Chon" Chognard (kytara)
- Anthony "Toony" Graizely (scratch)

## Aktuální členové
- Paul "HP" (zpěv)
- Samy "De La Hoz" Haouaci (zpěv)
- Brice "James" Hincker (bicí)
- Matthieu "Bulldozer" Willer (bass)
- Baptiste "Bat" Ory (kytara)
- Anthony "Chon" Chognard (kytara)

## Diskografie
- 2005 Next Level (demo)
- 2007 Hardcore Gamer (EP)
- 2009 Nolife
- 2010 Loading (EP)
- 2012 Reset